# Frankfurter Allgemeine Zeitung
De Frankfurter Allgemeine Zeitung, afgekort FAZ, is een in Frankfurt am Main verschijnend landelijk Duits dagblad. De oplage bedraagt circa 226.000 exemplaren (2019) en het lezersbereik ca. 800.000. Van de Duitse dagbladen heeft de FAZ het grootste bereik buiten Duitsland.
Hoewel politiek onafhankelijk, wordt de FAZ over het algemeen een gematigd conservatief profiel toegedicht.
De FAZ wordt uitgegeven door een besloten vennootschap (GmbH), die voor het grootste deel eigendom is van de FAZIT-Stiftung.
De eerste uitgave van de FAZ verscheen op 1 november 1949. Enkele redacteuren werkten voorheen bij de in 1943 verboden Frankfurter Zeitung en de Allgemeine Zeitung in Mainz. 
Karakteristiek voor de sober vormgegeven Frankfurter Allgemeine was het ontbreken van foto's op de voorpagina. Sinds 5 oktober 2007 verschijnt de krant echter met een moderner gezicht. Zo bevat de voorpagina nu dagelijks een kleurenfoto, spotprent of illustratie.